# Weldebräu

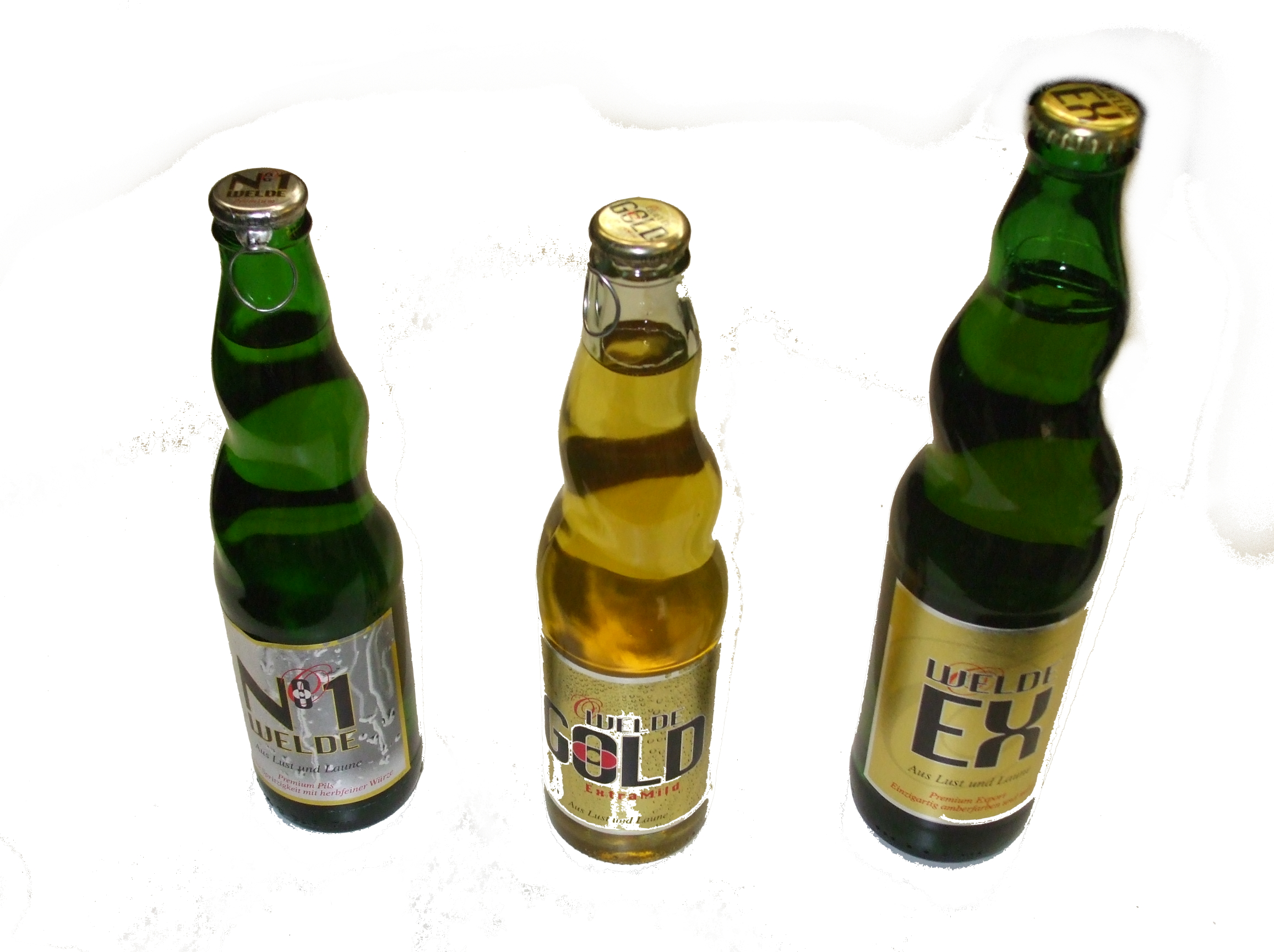
„Weldelust“-Flaschen

Die Weldebräu GmbH & Co. KG ist eine Privat-Brauerei in der kurpfälzischen Gemeinde Plankstadt in Deutschland mit einem Jahresausstoß von rund 100.000 Hektolitern.

## Geschichte
Kurfürst Carl Theodor vergab 1752 an den Bierbrauermeister Heinrich Joos die Lizenz zum Brauen. Joos baute in der Mannheimer Straße in Schwetzingen ein Wohn- und Brauhaus mit einer kleinen Hausbrauerei. Aus den Anfängen ist nichts überliefert. Ab 1846 wurde das Brauhaus von Braumeister Heinrich Seitz geführt und die Gaststätte Grünes Laub im Haus war ein renommiertes Lokal in der ganzen Region. Heinrich und Anna Seitz übergaben das Haus ihrem Sohn Georg, der jedoch bereits 1885 starb. Seine Witwe Barbara heiratete 1888 den Braumeister Johann Welde, den Namensgeber dieser Brauprodukte bis heute. Ihr Sohn Bernhard fiel im Ersten Weltkrieg in Frankreich. Nach dem Tode von Johann Welde 1917 führte seine Witwe mit der Tochter Elisabeth Brauerei und -ausschank weiter. 1919 heiratete Elisabeth den jungen Braumeister Hans Hirsch. Dieser erweiterte die Brauerei 1934 bis 1935 beträchtlich. Der Sohn fiel im Zweiten Weltkrieg in Afrika. Die Tochter Bärbel heiratete 1950 Wilhelm Spielmann. Hans Hirsch starb 1959. In seinem Gedenken war jahrzehntelang das Familienwappen der Familie Hirsch auf den Flaschenetiketten und Bierdeckeln der Brauerei abgebildet. Wilhelm Spielmann übernahm nach Hirschs Tod die alleinige Leitung des Unternehmens. Da eine weitere Vergrößerung nicht möglich war, erfolgte 1971 der Neubau der Flaschenfüllerei und 1981 des Sudhauses im Nachbarort Plankstadt. Hier vollzog sich der Wandel von einer kleinen Brauerei zu einer modernen Privatbrauerei mit einer vielseitigen Palette an Bieren.
2002 übernahm Weldebräu die Mehrheitsbeteiligung an der insolventen Brauerei Palmbräu. Im Sommer 2008 wurde dort der Vertrieb in ein neues Unternehmen ausgelagert, die Palmbräu Eppingen GmbH im Besitz von Weldebräu. Seit April 2009 gehört die Palmbräu dem Brauhaus Pforzheim.
2017 wurde das Welde Stammhaus – die historische Gründungsstätte der Brauerei – in der Mannheimer Straße in Schwetzingen abgerissen und so Platz für einen Neubau geschaffen. Im Juni 2019 wurde mit dem „Welde Brauhaus“ ein neues von der Brauerei selbst betriebenes Gasthaus eröffnet.
2024 übernahm Weldebräu die Heidelberger Brauerei. 

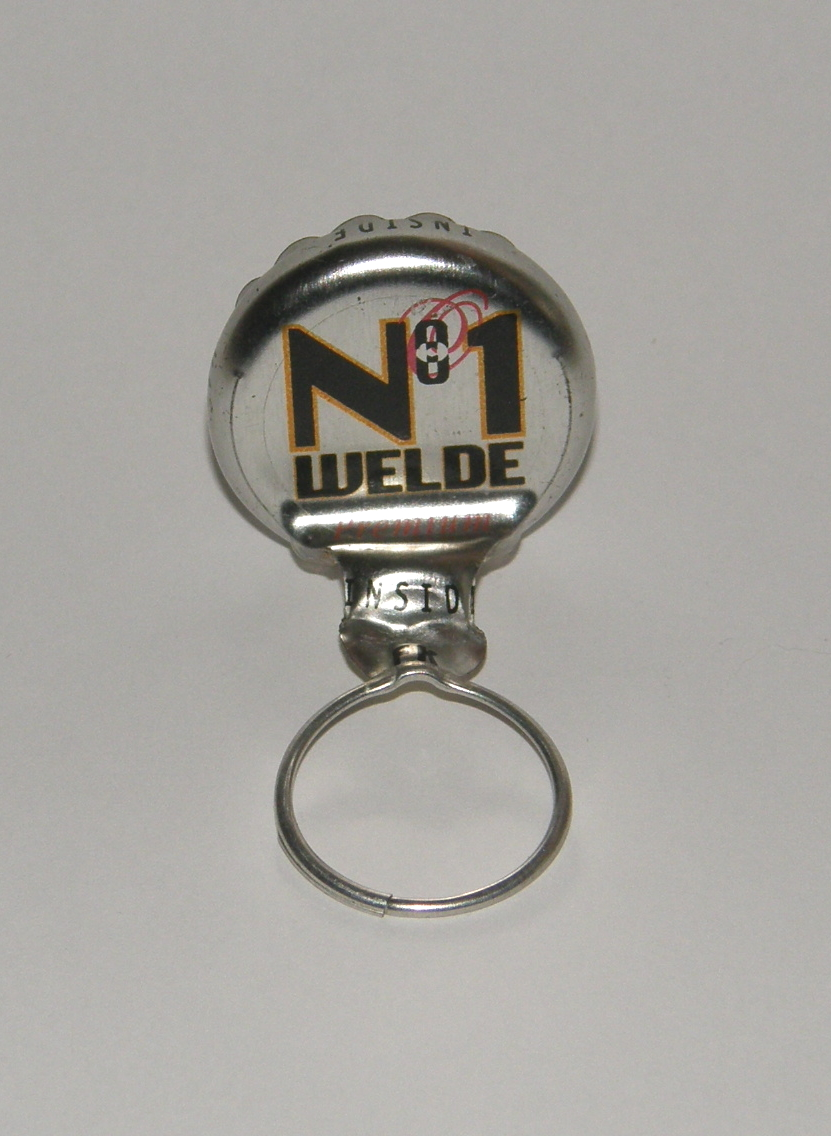
Statt Kronkorken: Bierflaschenverschluss, Ring-pull-verschluss aus Finnland
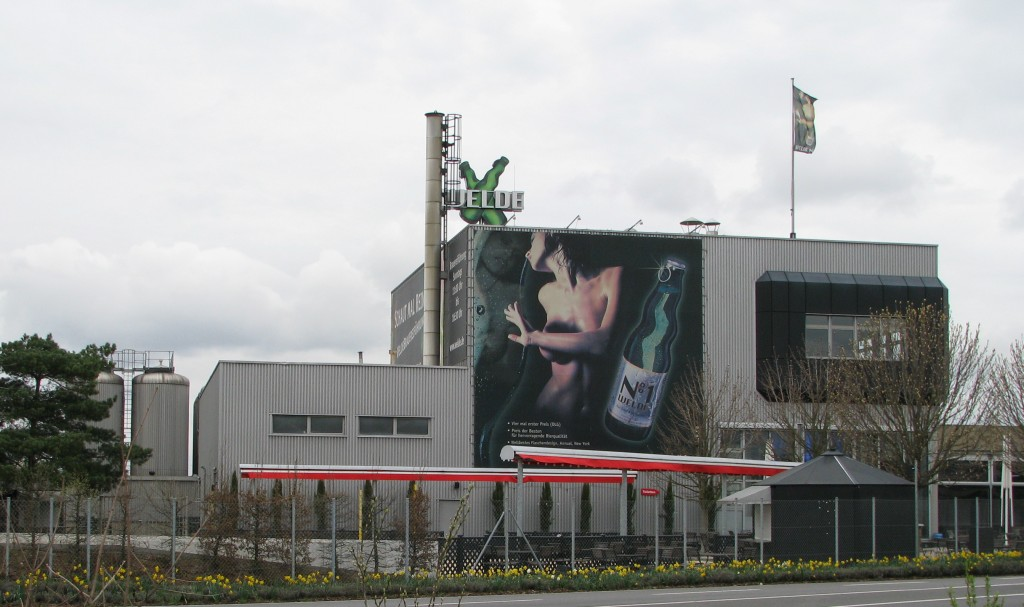
Weldebräu in Plankstadt
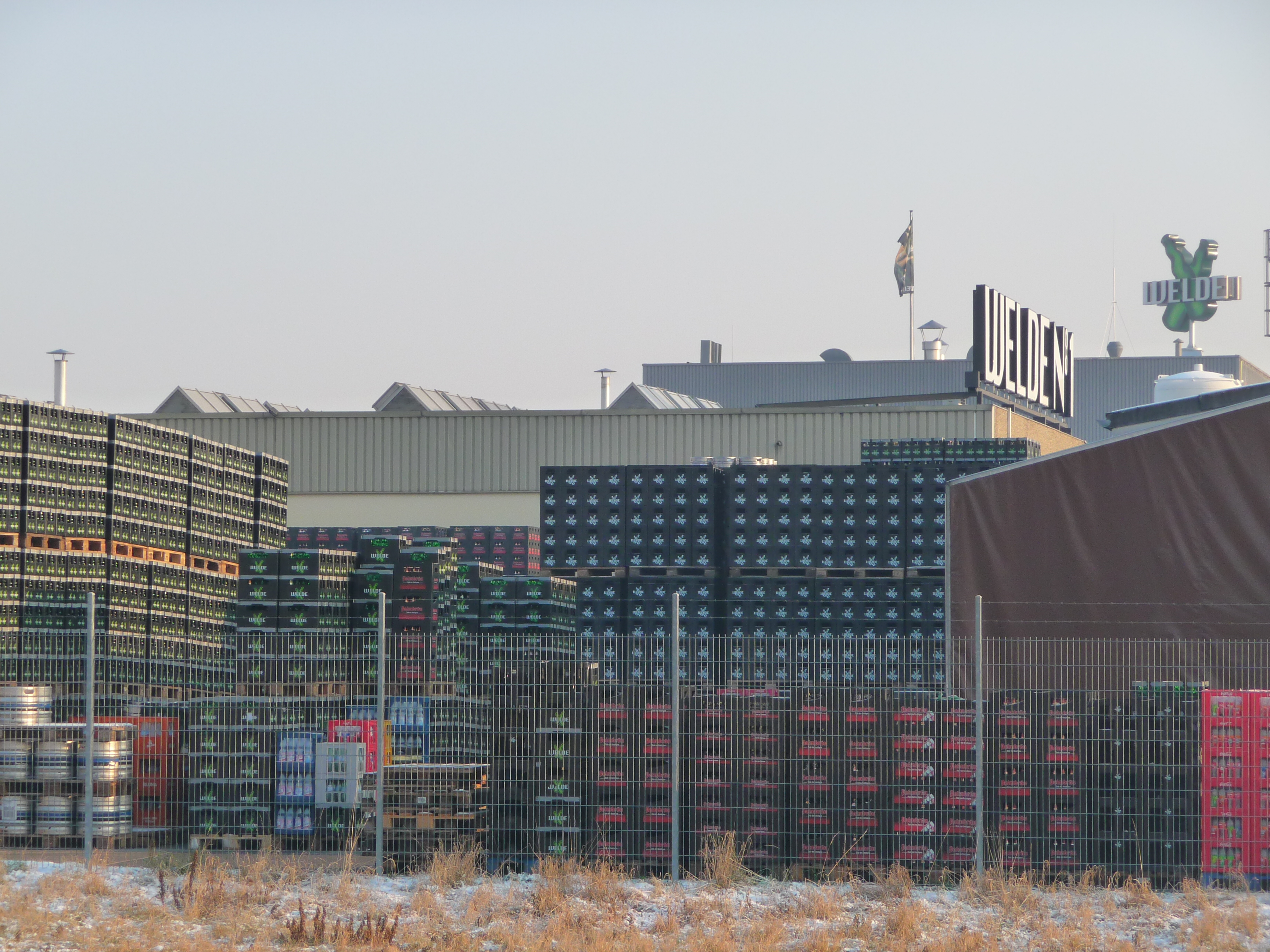
Ansicht Betriebsgelände von Norden